# Alexandre Pottier
Pour les articles homonymes, voir Pottier.
 (septembre 2021).
Si vous disposez d'ouvrages ou d'articles de référence ou si vous connaissez des sites web de qualité traitant du thème abordé ici, merci de compléter l'article en donnant les références utiles à sa vérifiabilité et en les liant à la section « Notes et références ».
Alexandre Pottier né le 22 juin 1961 à Paris, est un acteur, réalisateur et scénariste français.

## Biographie
Alexandre Pottier est d'origine mexicaine par son père. Il passe une partie de son enfance dans le Sud. Il suit des études d’anglais et d’histoire. Il acquiert également une solide formation musicale au conservatoire de Toulouse et au conservatoire de Tours en chant et trompette.  Avec quelques diplômes en poche, il retourne dans sa ville natale pour suivre des cours d’art dramatique.
Il commence sa carrière en tant que comédien au TAI théâtre dans L'Écume des jours de Boris Vian. On a pu également le voir aux côtés de Jean Marais dans Hernani ou dans Viens chez moi, j'habite chez une copine.
Il a été, à la télévision, « Syntaxerror » dans Objectif Nul (récompensé par un sept d'or) et a participé à de nombreux téléfilms et séries tels que Julie Lescaut, Une femme d'honneur, Chère Marianne, Un drôle de cadeau, Plus belle la vie, Sous le soleil, Avocats et Associés, RIS police scientifique et Préjudices.
Il a également participé à l’écriture de plusieurs émissions ou séries pour la télévision et la radio : Zap 6, Coucou !, Abricot et pamplemousse, Plus belle la vie, ainsi que pour de nombreux programmes pour la jeunesse : Les Minikeums, Casimir et Léonard, Inspecteur Casimir et Ozie boo. Il a reçu la médaille d'honneur de la SACD. Il est aussi réalisateur de plusieurs courts-métrages dont Perte de vue et Le 7e ciel et l’auteur d’une série sur l’équitation Tagada. On lui doit aussi plusieurs documentaires : Bienvenue au Club, L’Équitation Western, A cheval mon grand, Les joies de l'attelage et La Police montée de New York.
Il enseigne l'Art Dramatique depuis de nombreuses années. il est professeur à l'Académie Oscar Sisto.
Il pratique l'escrime depuis de nombreuses années, il est également bon cavalier.
Il enseigne également l'Art Dramatique au conservatoire de Marolles-en-Brie.

## Filmographie

### Télévision

#### Séries télévisées
- 1987 : Objectif Nul : Syntaxeror
- 1989 : Le Destin du docteur Calvet : Inspecteur Gosset
- 1989 : Juliette en toutes lettres
- 1989 : Crossbow : un garde (saison 3, épisode 8 : The Gods)
- 1994 : Placé en garde à vue
- 1994 : Extrême Limite : Vincent (saison 1, épisode 15 : La clandestine)
- 1996 : Sous le soleil : Bruno Collin (saison 1, épisode 3 : Comportement modèle)
- 1996 – 1997 : L’histoire du samedi : Jeannot (2 épisodes)
- 1997 : Docteur Sylvestre : Matthieu (saison 3, épisode 2 : Un esprit clairvoyant)
- 1998 : Une femme d’honneur : Philippe Langlois (saison 2, épisode 1 : Brûlé vif)
- 1999 : Chère Marianne : le gardien de prison (épisode : Cellule familiale)
- 2000 : Blague à part : Morgos (saison 2, épisode : Mariage)
- 2003 : Julie Lescaut : Cheny (saison 12, épisode 3 : Hors-la-loi)
- 2004 – 2005 : Plus belle la vie : Antoine Frémont/Antoine Tailleroche (42 épisodes)
- 2006 : Avocats et Associés : Avocat Sandra Bess (saison 14, épisode 6 : Le coup de grâce)
- 2006 : Préjudices (saison 1, épisode 9 : Un flic attaque)
- 2007 : Boulevard du Palais : policier friche (saison 9, épisode 3 : La cité des coupables)
- 2008 : Central Nuit : le serrurier (saison 6, épisode 5 : Cauchemars)
- 2012 : RIS police scientifique : Henri Dumas (saison 7, épisode 4 : Magie noire)
- 2012 : Si près de chez vous : Paul (saison 1, épisode 106 : Un domaine viticole vandalisé)
- 2013 : Les Limiers : le responsable caisse (saison 1, épisode 2 : Passé trouble)
- 2013 : Falco (saison 1, épisode 6 : Tête à tête avec la mort)

#### Téléfilms
- 1995 : Lulu roi de France
- 2000 : Le blanc et le rouge : le gendarme
- 2002 : La Victoire des vaincus : Gugu enfant
- 2005 : 1905 : M. Goldstein

### Cinéma
- 1991 : Isabelle Eberhardt (non crédité)
- 1993 : Aéroport (court-métrage)
- 1996 : Mémoires d'un jeune con
- 2000 : Scénarios sur la drogue (épisode : Speed ball)
- 2001 : Un aller simple : le photographe
- 2001 : Méfiez-vous des apparences (court-métrage) : Alex
- 2014 : Grace de Monaco : Rainier Minister

### Réalisateur
- 2014 : A cheval, mon grand
- 2015 : Les Joies de l'Attelage

## Doublage
- 1996-1998 : Sacatruc : Doc / Isidore